# Chirazienne FC
El Chirazienne FC es un equipo de fútbol de Comoras que juega en la Primera División de las Comoras, la liga de fútbol más importante del país.

## Historia
Fue fundado en el año 1950 en la ciudad de Domoni y es el equipo de fútbol más viejo de Comoras. Nunca ha podido ser campeón de la máxima categoría, aunque cuenta con un título de copa ganado en el año 2007, siendo éste su máximo torneo conseguido. Militan en la zona de Anjouar, una de las ligas regionales que componen la máxima categoría de las Comoras y accedieron a jugar la ronda final en una ocasión en el 2005.
A nivel internacional es el primer equipo de Comoras en jugar la Liga de Campeones Árabe, en la edición del 2007/08, en la cual fueron eliminados en la primera ronda por el Al-Majd de Siria.

## Palmarés
- Liga Regional de Anjouan: 1

2005
- Copa de las Comoras: 1

2006/07

## Participación en competiciones de la UAFA
- Liga de Campeones Árabe: 1 aparición

2007/08: primera ronda

## Jugadores

### Jugadores destacados
- Damine Abdoulhaniou